# Zelter (Pferd)

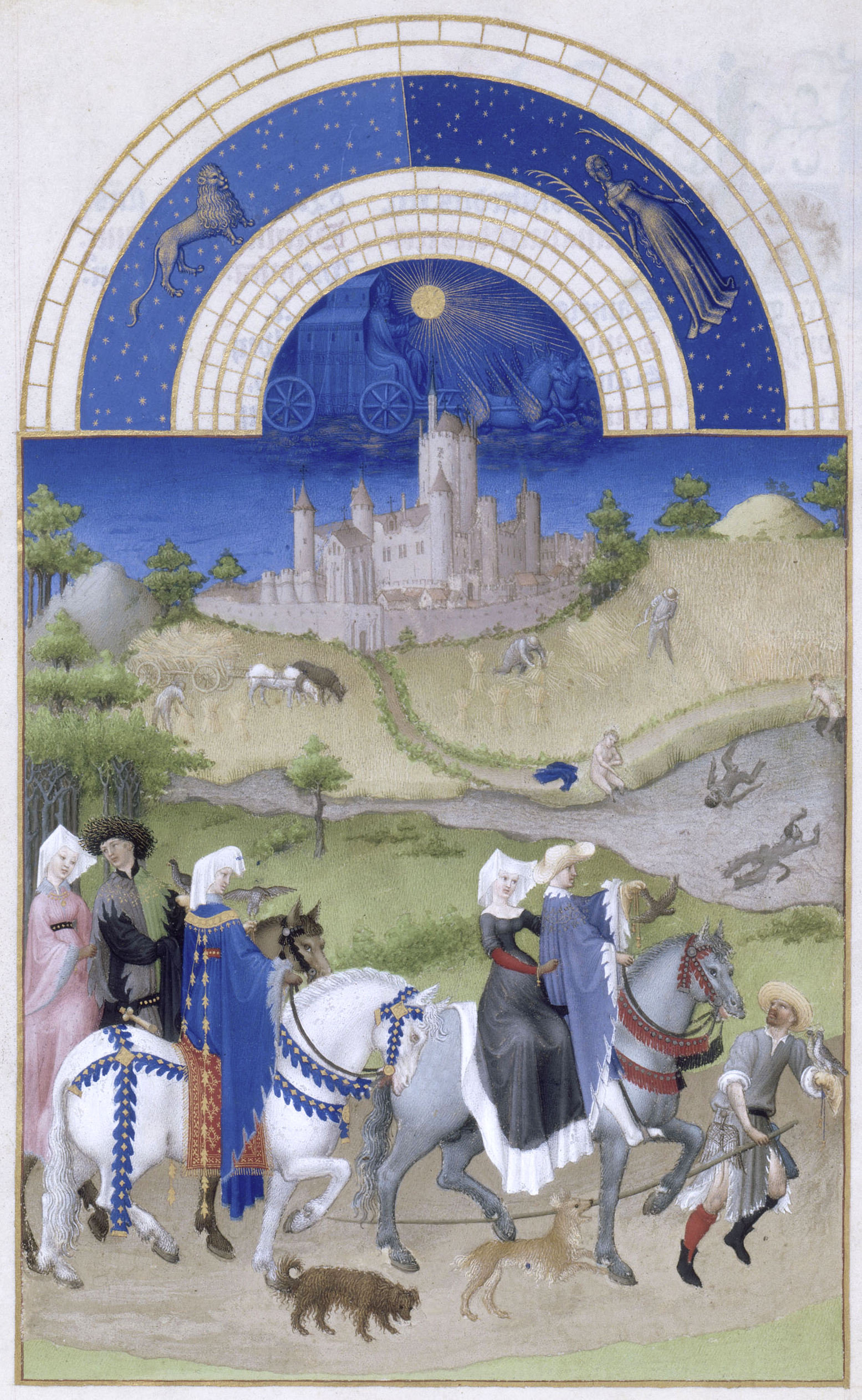
Jagdausflug, drei zeltende Pferde. Monatsdarstellung aus den Très Riches Heures du Duc de Berry, Anf. 15. Jh.

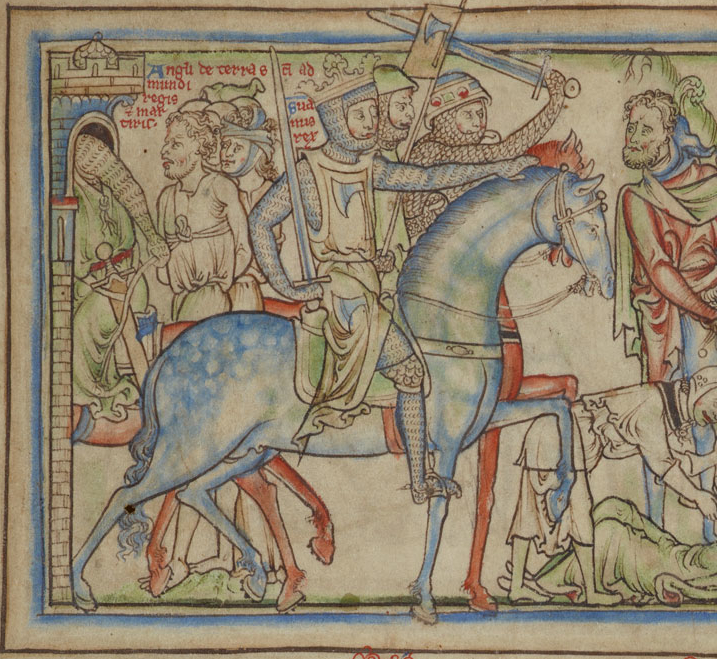
Sven Gabelbart auf einem Kriegspferd im Passgang aus Life of St Edward the Confessor (Cambridge University Library, Ee.3.59, fol. 4r)

Zelter bezeichnete im Mittelalter ein leichtes Reitpferd oder Maultier, das den besonders ruhigen und für den Reiter bequemen Zeltgang (die Spezialgangarten Pass und Tölt als einseitigem Schritt) beherrschte. Im Tempo steht der Tölt dem Trab keineswegs nach.
Es wird häufig angenommen, dass im Mittelalter die meisten Reittiere Zelter waren, da bei langen Reisen der Tölt und Passgang für alle Reiter bequemer war. Jedoch wurden insbesondere Reisepferde und Pferde für Frauen und Geistliche auf diese bequeme Gangart gezogen und ausgebildet. Für adlige Frauen waren ab dem Spätmittelalter Seitsättel üblich, auf denen die Reiterin quer zum Pferd saß. Dadurch wurden das Sitzen schwungvoller Gangarten wie Trab und Galopp unmöglich. Tölt konnte jedoch sogar im Quersitz gesessen werden, da er keine Schwebephase hat. Auch war es möglich, von zwei Zeltern eine Sänfte tragen zu lassen, während das zwischen zwei trabenden Pferden unmöglich wäre. Elegante Zelter dienten als Paradepferde für Fürsten und Klerus.
Zelter dienten nicht zum Kämpfen in der Schlacht; hierzu wurden größere, schwerere Schlachtrösser eingesetzt, die nur drei Gangarten zu beherrschen brauchten.
Die Veranlagung zu den Spezialgangarten ist bei Pferden vererbbar, sie ist zum Beispiel bei Isländern verbreitet. Pferderassen mit dieser Veranlagung werden heute Gangpferde genannt.
In den Ritterromanen des Mittelalters und der frühen Neuzeit werden kostbare und geschmückte Zelter als Damenpferde gern beschrieben. Literarhistorisch berühmt ist die raffinierte Beschreibung (ekphrasis) des weiß-schwarzen Zelters der Enite in Hartmann von Aues Erec-Roman (um 1180/90).